# Consorci Local i Comarcal de Comunicació
El Consorci Local i Comarcal de Comunicació (CLCC) és una entitat pública de caràcter associatiu constituïda el novembre de l'any 1998. És format actualment per les diputacions de Girona i Lleida, cinc consells comarcals (Osona, Cerdanya, Solsona, Pla d'Urgell i Baix Empordà) i vuit ajuntaments (el Vendrell, Bellpuig, Castellar del Vallès, Mora d'Ebre, Amposta, Navàs, Sallent i Mollerussa).
El consorci aporta serveis per crear i optimitzar estructures informatives, de producció, d'implantació de noves tecnologies, de comercialització, de formació i d'anàlisi als mitjans de comunicació de proximitat. Tot amb una idea comuna: potenciar i difondre la catalanitat i la llengua catalana en tot el seu domini lingüístic.
El 1999 el Consorci va constituir una societat anònima sota la denominació d'Intracatalònia. Entre els diferents serveis que oferia destacava la de l'Agència Catalana de Notícies (ACN), una iniciativa pionera als Països Catalans. El 2002 TVC Multimèdia, empresa filial a la Corporació Catalana de Ràdio i Televisió, en va adquirir el 51% del capital de la societat i el 2005 es quedà amb el 100% de l'empresa.
L'any 2003 el Consorci Local i Comarcal de Comunicació va constituir Comunicàlia, una empresa creada per a la gestió i administració dels recursos del CLCC, i una de les dues grans distribuidores catalanes de continguts per canals locals (l'altra és la Xarxa de Televisions Locals). L'empresa va anunciar el seu tancament el març de 2011, degut a la falta de finançament derivada de les retallades econòmiques de l'administració de la Generalitat de Catalunya.